# Guillaume, prins av Luxemburg
Guillaume av Luxemburg (Guillaume Marie Louis Christian), född 1 maj 1963 i Betzdorf, Luxemburg, är en luxemburgsk prins.

## Biografi
Han är yngste son till Jean, storhertig av Luxemburg och Josephine Charlotte av Belgien, storhertiginna av Luxemburg och bror till nuvarande storhertigen Henri av Luxemburg. 
Prins Guillaume gifte sig 1994 i Versailles med Sibilla Weiller. Paret har fyra barn och deras tre söner är upptagna i Luxemburgs tronföljd.
Tronskiftet i Luxemburg försenades med ett par veckor år 2000 på grund av att prins Guillaume var med om en allvarlig bilolycka.